# رقص بریک (فیلم ۱۹۸۴)
بریک (به انگلیسی: Breakin) یک فیلم موزیکال آمریکایی به کارگردانی جوئل سیلبرگ محصول سال ۱۹۸۴ که در آن رقص بریک با مضمون کمدی-درام به نمایش گذاشته شده‌است.

## داستان
شخصیت اصلی داستان، کلی «اسپشیال کی» بنت، یک رقصندهٔ جوان است که زیر نظر مربی‌ای به نام فرانکو در ونیس، کالیفرنیا آموزش می‌بیند. او از طریق دوستش آدام با دو رقصندهٔ خیابانی به نام‌های اوزون و توربو در پیاده‌روی ساحلی ونیس بیچ آشنا می‌شود. کلی مجذوب رقص آن‌ها می‌شود و این آشنایی منجر به دوستی میان این سه نفر و سپس تشکیل یک گروه رقص مشترک می‌گردد.
فرانکو به کلی می‌گوید که رقص بریک‌دنس سطح پایین است و آن را یک هنر واقعی نمی‌داند. او با رفتار تحقیرآمیز نسبت به اوزون و توربو، و با پیشنهادهای نامناسب به کلی، باعث می‌شود کلی از ادامهٔ آموزش نزد او صرف‌نظر کند. پس از آن، کلی در یک آزمون رقص شرکت می‌کند، اما با برخورد تند و تحقیرآمیز داوران روبه‌رو می‌شود.
کلی سرگردان به یک رویداد بریک‌دنس می‌رسد، جایی که اوزون و توربو درگیر یک رقابت رقص هستند و در نهایت مغلوب گروه رقیب «الکترو راک» می‌شوند. آدام اوزون و توربو را قانع می‌کند که به کلی آموزش بریک‌دنس بدهند. پس از مدتی تمرین، این سه نفر موفق می‌شوند در یک رقابت دوباره، گروه الکترو راک را شکست دهند. کلی گروه را تشویق می‌کند که در یک مسابقهٔ رسمی رقص شرکت کنند. دوست کلی، جیمز، که نمایندهٔ هنری است، استعداد گروه را می‌بیند و موافقت می‌کند از آن‌ها حمایت کند.
طبق مقررات مسابقه، شرکت‌کنندگان باید سبک‌های سنتی و مورد احترام اجتماعی را ارائه دهند. گروه با تاکسیدو، کلاه سیلندری و دستکش سفید روی صحنه می‌آیند تا ظاهری سنتی ارائه دهند، اما درست پیش از شروع اجرا، آستین‌های پیراهن‌هایشان را پاره می‌کنند و سبک واقعی خود را به نمایش می‌گذارند. در ابتدا داوران شوکه و ناراضی‌اند، اما ظرف دو دقیقه تحت تأثیر استعداد و مهارت گروه قرار می‌گیرند و اجازهٔ ادامهٔ اجرا را می‌دهند. گروه تشویق ایستادهٔ داوران را دریافت می‌کند و برندهٔ مسابقه می‌شود. محبوبیت آن‌ها به‌سرعت افزایش می‌یابد و هر سه نفر به‌صورت حرفه‌ای و در سطح اجتماع به رقص ادامه می‌دهند.
در صحنهٔ میانی تیتراژ پایانی، کلی، اوزون و توربو مدتی پس از مسابقه با جیمز ملاقات می‌کنند و او به آن‌ها دربارهٔ پدیده‌ای جدید به نام «بوگالوی الکتریکی» اطلاع می‌دهد.

## دنباله سازی
به علت موفقیت خوب تجاری فیلم به سرعت قسمت دوم این فیلم با عنوان: رقص بریک ۲ در همان سال ساخته اکران شد. و قسمت سوم فیلم با نام رقص بریک ۳ (۱۹۸۵) منتشر شد.